# HD89372
HD89372 — хімічно пекулярна зоря спектрального класу
F3 й має видиму зоряну величину в смузі V приблизно  9,5.

## Пекулярний хімічний склад
Зоряна атмосфера HD89372 має підвищений вміст 
Ca
.